# Galerie Del Vecchio

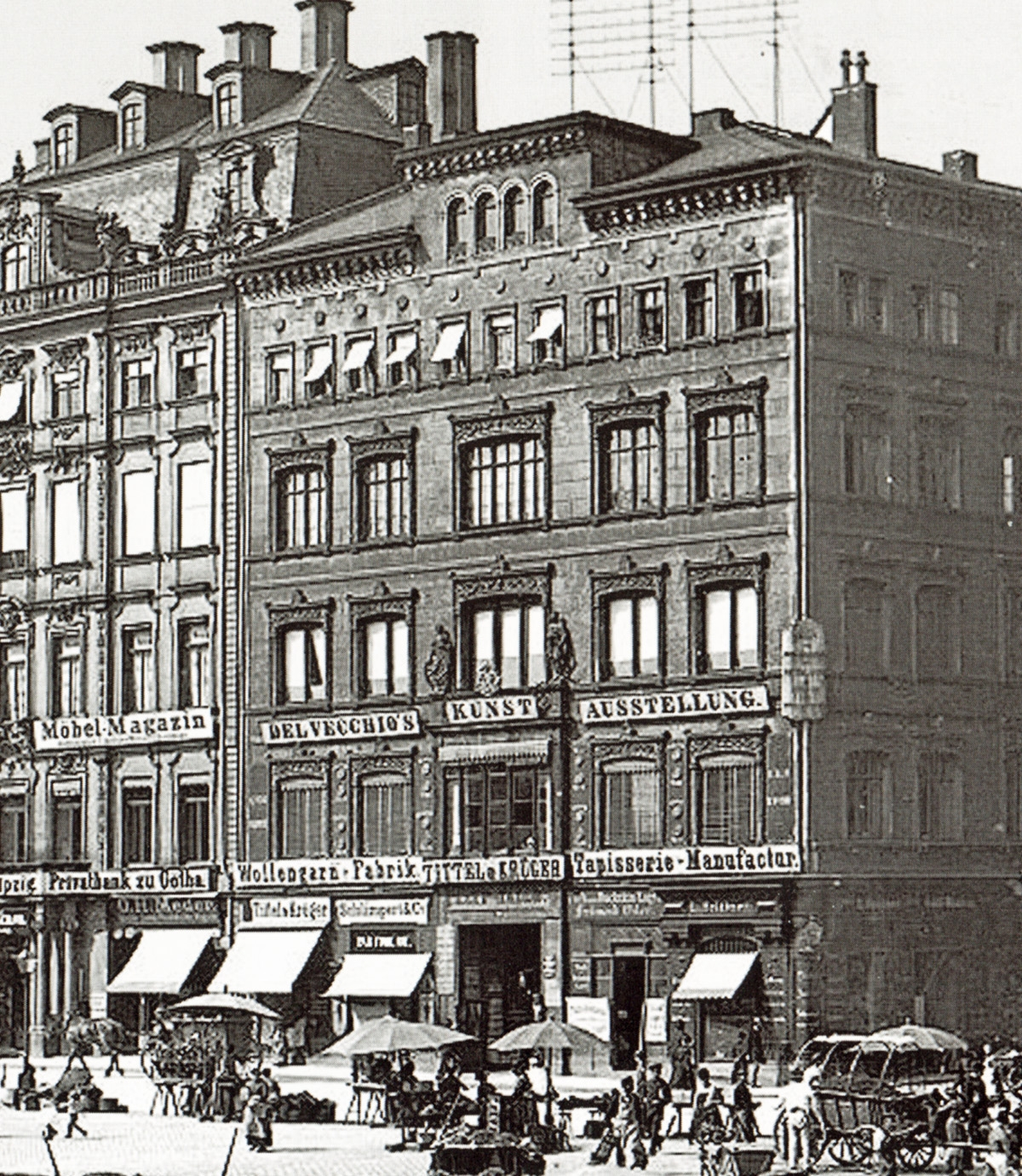
Die Kunstausstellung Del Vecchio 1885 an der Westseite des Leipziger Marktes (2. Etage der „Kaufhalle“)

Die Galerie Del Vecchio war eine über 150 Jahre existierende bedeutende Leipziger Kunsthandlung.

## Geschichte

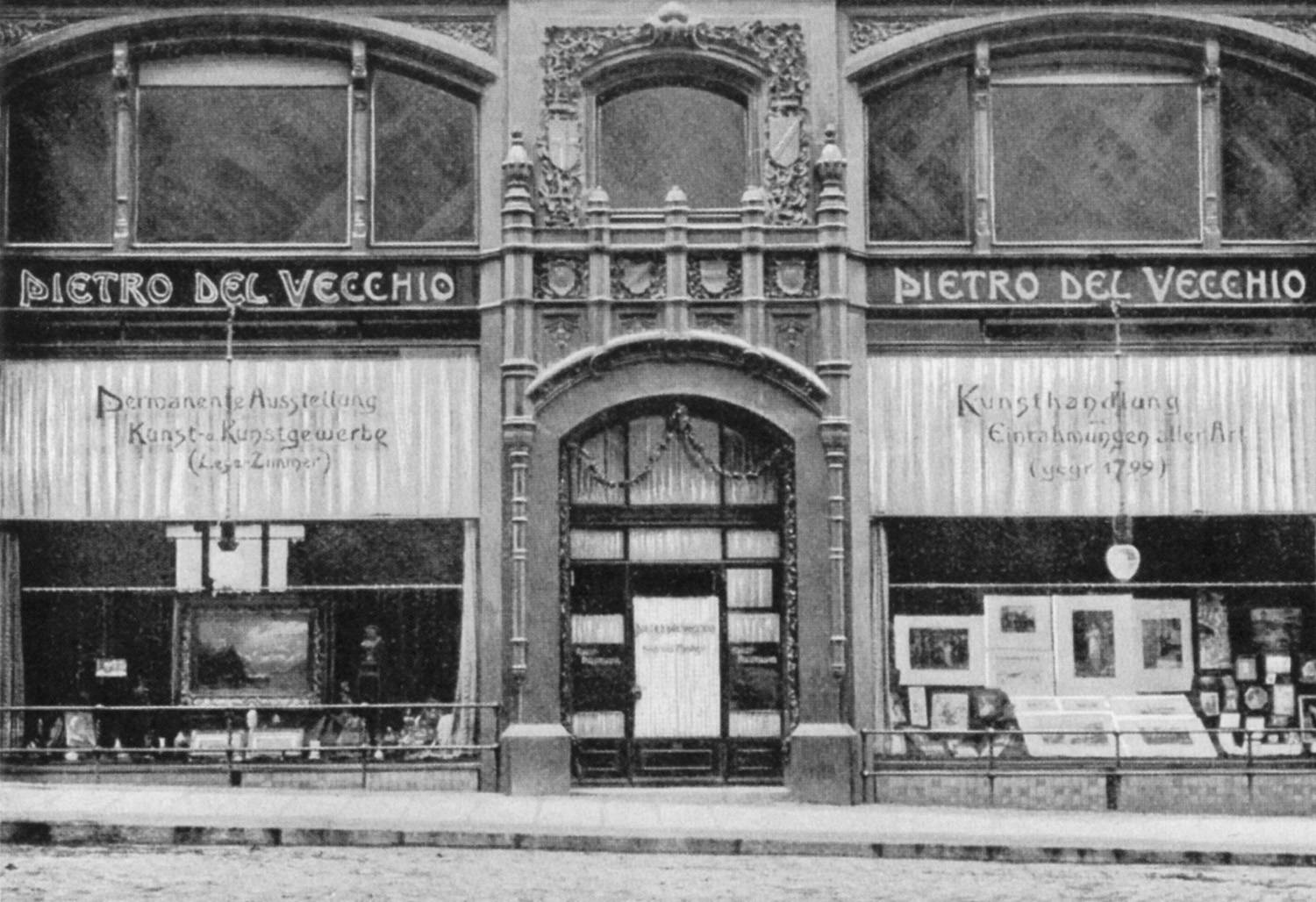
Del Vecchio 1900 am Burgplatz

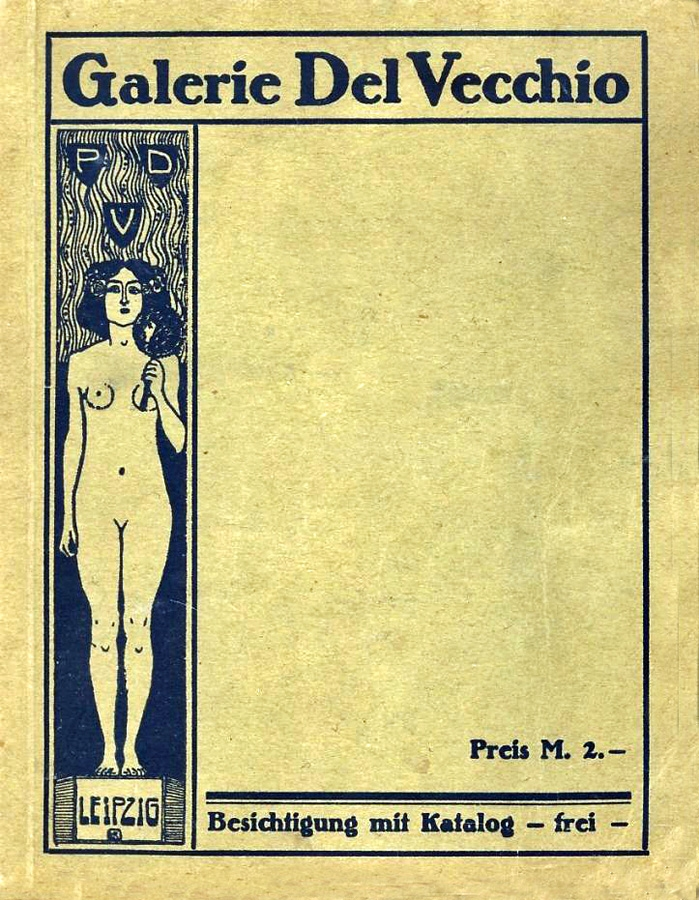
Katalog von 1920

Am 1. Oktober 1799 eröffnete der aus Moltrasio in der Lombardei stammende Italiener Pietro del Vecchio (1768–1829) in einem Gewölbe in Auerbachs Hof in Leipzig eine „Kunst und kurze Waarenhandlung“. Solche Kombinationen, also Kunst und Seife, Hosenträger, Zahnstocher und Ähnliches waren zu dieser Zeit durchaus üblich. Was die Kunst betraf, so bot er neben Malerei, Zeichnungen, Druckgrafik, Kunsthandwerk auch Bilderrahmen an.
Nach del Vecchios Tod übernahm Gotthelf Ehrenfried Süßmilch (1767–1830) die Handlung. Er verlegte sie in die Petersstraße, erwarb dazu ein „Magazin mathematischer, meteorologischer, optischer und physikalischer Instrumente“ und nannte sein Geschäft nun „Kunst-, optische, kurze und Galanteriewaren“. Er gründete auch unter dem Namen Pietro del Vecchio eine „Kunst- und Verlagsanstalt“ für druckgrafische Blätter.
Als er bereits ein Jahr darauf starb, führte seine Witwe Dorothea Wilhelmine das Geschäft weiter, schloss 1832 einen Sozietätsvertrag mit dem Kramer Carl Heinrich Ploß und übergab 1834 ihre Firmenanteile an ihren Sohn Otto Süßmilch (1808–1872). Dieser leitete nach Ploß’ Tod die Firma, nun als reinen Kunsthandel und Verlagsanstalt, bis 1872. Zunächst erweiterte er das Geschäftsfeld um eine Bilder- und Spiegelrahmenfabrikation, die 1842 königlich-sächsisch konzessioniert wurde. 1848 zog die Kunsthandlung in das „Kaufhalle“ genannte Gebäude Markt 10, wo im zweiten Stock eine ständige Kunstausstellung mit laufenden Wechselausstellungen etabliert wurde. Diese Kombination von Ausstellung und Handel realisierte Süßmilch als erster in Deutschland und machte „Del Vecchio“ zur bedeutendsten Kunsthandlung ihrer Zeit in Leipzig. Zur Ausstellung gründete sich ein Freundesverein mit über 1200 Mitgliedern.
Nach Otto Süßmilchs Tod übernahmen 1872 seine Söhne Arnold Ferdinand und Oswald die Geschäfte. Sie nahmen als damalige moderne Richtungen Impressionismus, Symbolismus und Jugendstil in Ausstellung und Handel auf. 1881 erfolgte die Verleihung des Titels „Königlich Sächsische Hofkunsthandlung“. 1900 übernahm der bisherige Prokurist Andreas Fischer-Thorer von Arnold Ferdinand Süßmilch und den Erben des bereits 1899 verstorbenen Oswald Süßmilch die Kunsthandlung nebst Ausstellung und Rahmenfabrikation.
Noch im gleichen Jahr erfolgte der Umzug in repräsentative Räume in der Markgrafenstraße nahe dem Burgplatz. Abgesehen von einigen Ausstellungen moderner Kunst des beginnenden 20. Jahrhunderts blieb Del Vecchio doch mehr der Tradition verbunden. Ein florierender Geschäftszweig wurde die Bedienung des zunehmenden Bildkonsums breiterer Bevölkerungskreise durch motivgerecht gerahmte Gemäldereproduktionen. Am 4. Dezember 1943 fielen die Geschäftsräume dem Bombenangriff auf Leipzig zum Opfer. Nach dem Zweiten Weltkrieg zog die Kunsthandlung Del Vecchio in die Thorerstraße im Stadtteil Leutzsch (heute Paul-Michael-Straße), konnte sich aber von den Folgen des Krieges nicht wirklich erholen und stellte 1953 ihre Geschäftstätigkeit nach 154-jährigem Bestehen ein. Nach dem auf der II. Parteikonferenz 1952 verkündeten Beschluss des Aufbaus des Sozialismus in der DDR war aber wohl auch kein Platz mehr für einen bürgerlichen Kunsthandel.